# Polyommatus golgus
Polyommatus golgus là một loài bướm ngày thuộc họ Lycaenidae. Nó là loài đặc hữu của Tây Ban Nha.
Loài này sinh sống ở Sierra Nevada ở Andalusia, là một loài nguy cấp.

## Hình ảnh

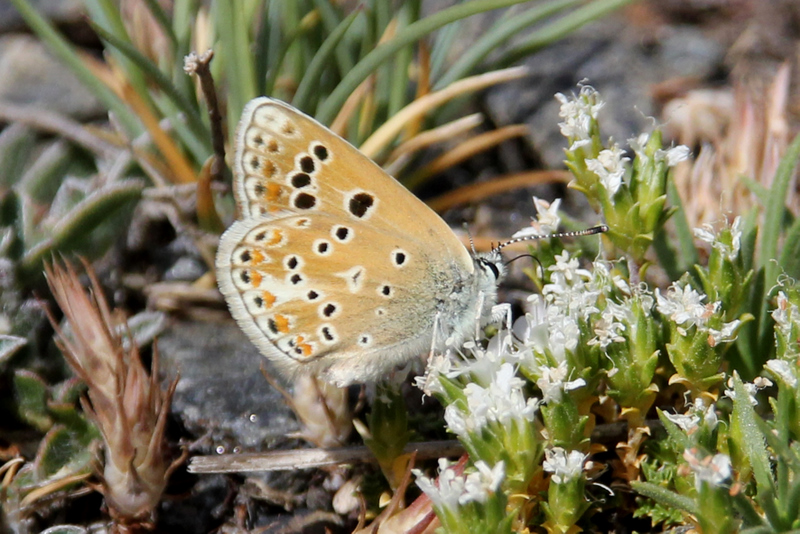